# 堅山南風
堅山 南風（かたやま なんぷう、1887年〈明治20年〉9月12日 - 1980年〈昭和55年〉12月30日）は、熊本県熊本市出身の日本画家。本名は堅山 熊次。
横山大観に認められ、院展、日展などで活躍した。花鳥画、特に鯉を中心とする秀逸な魚類を描いた。1914年（大正3年）の日本芸術院再興にも加わり、同芸術院常務理事、日展参事などを務めた。ほか、熊本市名誉市民、文化功労者、文化勲章受章者であり、大正から昭和にかけての日本画界を支える中核だった。代表作に「白雨」。

## 略歴

### 上京まで
1887年9月12日、熊本県熊本市に三男として生まれる。1888年に母を、1893年に父をと早くに父母を失い、以後祖父によって養育された。1898年、熊本市立壺川小学校卒業を経て高木高等小学校に入学、1年時に写生した「ざくろ」が図画教師に称賛された。この頃、地元で鯉を描く画家として著名であった雲林院蘇山に傾倒していた。
1904年、生家破産により家を閉じ、西子飼町の源空寺に居候した。同年9月には養育を受けていた祖父が死去している。翌1905年より図書館に通い木版印刷書籍口絵を模写するなどしていた。翌々年1906年より地元画家福島峰雲に師事。
1909年、同郷の山中神風に連れられて上京した。このとき、上京する電車の車中にて「南風」の画号を自ら選んだ。号は『十八史略・尭舜篇』のうち「南風之詩」から取ったものだった。上京後、神風の紹介により高橋広湖門下となった。

### 文展初入選まで
高橋門下となって3年後の1911年まで第3回・第4回文展、第11回巽画会などに出品を続けるがいずれも落選し、生活困窮に陥っていた。これを見かねた師高橋が自身の職であった報知新聞連載小説「徳川栄華物語」の挿絵の画を代筆させたことで月額30円の手当を得ることとなった。またこの年、巽画会出品作「弓矢神」が三等銅牌受賞している。しかし高橋は翌1912年に急逝した。
師高橋死後の1913年にも巽画会、勧業展、日本画会展などに出品するが二等褒賞や落選を繰り返し、南風はスランプに陥っていた。この年に開催された第7回文展に出品した「霜月頃」が文展初入選、最高賞である二等賞を獲得、後に師事することとなる横山大観の激賞を受けた。また出品作「霜月頃」は旧熊本藩主、細川護立の買い上げとなったほか、南風自身も細川の庇護を受けた。

### 横山大観門下から関東大震災まで
1914年、前述の横山大観に師事した。この年日本美術院が再興されると文展出品を取りやめ、以後院展を作品出品先と定めた。翌1915年には妻を娶っている。
1915年に出品した第2回院展「作業」は労働者を群像を描いたものだったが、師横山により題材の品について叱責を受けた。翌1916年11月25日より絵画修業を目的として荒井寛方のインド旅行に便乗、カルカッタ周辺で2か月間、翌1917年2月よりブッダガヤ、デリー、またこれらの帰路にボンベイに立ち寄って周辺写生を行った。特にボンベイではエレファンタ石窟の仏教彫刻に感銘を受けた。しかし同年9月の第4回院展にインドの印象を作品として出品した「熱国の夕べ」は赤、緑など強い色彩を用いたことで色盲と酷評された。
1918年より健康を害し、また極度のスランプに陥っている。1920年には健康回復および気分転換のために弓道を開始した。またこの頃より花鳥画の制作を目的として東京近郊から山梨県にかけての写生旅行を行っている。これらのスランプ脱却活動は1922年第9回院展「桃と柘榴」にて横山に好評を受けるまで続いた。
1923年9月1日、関東大震災発生。当日は院展開催日だった。このときの震災の様子を南風は1925年作の「大震災絵巻」3巻に描いた。

### 日本美術院同人から初個展開催まで
1924年、日本芸術院同人に推挙される。1926年には東京府美術院評議員に任命された。同年12月には巣鴨から小石川区（現文京区）の細川邸内の一画に居を移した。
1927年頃より民謡踊りに熱中、同題材を求めて日本各地を旅行した。1928年には兄の借金返済のため郷里熊本にて画会を行うなどしている。
1929年9月、新築された日光東照宮朝陽閣の障壁画を揮毫するため、横山大観の推薦により中村岳陵、荒井寛方らと共に同年12月30日まで現地滞在し制作に携わった。
1930年4月にはイタリアのローマで開催された日本美術展覧会（ローマ展またはローマ日本美術展）に南風作「水温」「朝顔」「巣籠」が選ばれ出品された。
1931年には「美術新論」10月号に「苦難時代を語る」と題して寄稿している。また1936年頃より俳句を作り始め、武蔵野吟社に入社している。
1938年3月、東京と京都の画家広島晃甫、奥村土牛、小野竹喬、宇田荻邨、金島桂華、山口華楊、徳岡神泉などが集って結成された丼丼会に南風も結成メンバーとして参加、第1回展に出品した。同年9月より第2回文展に審査員として参加している。また1940年4月には自身初の個展を開催、自身の画塾「南風塾」を「翠風塾」と改称した。

### 日展出品時代
戦時中の1945年6月には横山大観と共に山梨県山中湖湖畔に疎開した。同年終戦後11月、南風の所属する帝国美術院が文部省主催の日本美術展覧会への参加要請を日本美術院が受諾したことで翌1946年3月開催の第1回日展に南風も作品を出品し、以降、日展と院展の双方に作品を出品するようになる。日展出品は1957年まで続けられた。
1951年、日展運営会参事に就任。1954年7月には奥村土牛、酒井三良などと箱根旅行に赴いた。1955年第40回院展に出品した武者小路実篤をモデルとした「M先生」は代表作に数えられる。
1956年3月、南風門と郷倉千靭門の門下生合同による塾展旦生会が結成された。またこの年、熊本県文化功労者に推挙された。さらに同年、太田聴雨とともに皇居宮殿用絵画の揮毫に尽力したことで御紋付木杯を賜った。

### 横山大観死去から妻死去まで
1958年、長年師事した横山大観が死去。同年4月、伊東深水と共に日本芸術院会員に推挙。また5月には日本美術院が財団法人となり、南風は当初監事に就任、のち理事となった。
1962年2月23日に発刊されたアメリカ合衆国のニュース誌タイムの表紙に、同誌依嘱により制作した南風の「松下幸之助像」が使用された。1968年10月には文化功労者に選出されている。
1969年、同郷の俳人中村汀女をモデルとした「新涼の客」が完成、第54回院展出品。同年熊本市名誉市民。1971年、妻死去。翌1972年、静岡県韮山町（現伊豆の国市）に別荘を購入したが、手狭であったため田方郡に別荘を新築し以後こちらによく滞在するようになった。

### 米寿以降
1975年、米寿を迎え熊本で「堅山南風米寿記念展」が開催、「霜月頃」以下南風作品50点が展示された。この年ポリネシアのタヒチ島へ写生旅行に趣き、以降の作品は色彩が更に鮮明になった。
1978年1月4日より読売新聞紙上で自伝抄「思い出のままに」連載開始。
1980年12月30日、肺炎のため静岡県田方郡の別荘で死去。

## 受賞歴
多作のため入選のみはあらかじめ省いた。
| 受賞年 | 賞名（出品展覧会）              | 備考                         |
| ------ | ------------------------------- | ---------------------------- |
| 1910年 | 三等褒賞（第11巽画会）          | 「往来」                     |
| 1911年 | 三等銅牌（第12回巽画会）        | 「弓矢神」                   |
| 1912年 | 一等褒状（第13回巽画会）        | 「路辺」                     |
| 1913年 | 二等褒賞（第14回巽画会）        | 「遅日」                     |
| 1913年 | 二等賞（第7回文展）             | 「霜月頃」                   |
| 1940年 | 第1回西日本文化賞（第26回院展） | 「千里壮心」（1939年院展作） |
| 1963年 | 文化功労者                      |                              |
| 1968年 | 文化勲章                        |                              |
| 1969年 | 熊本市名誉市民                  |                              |

## 主な作品
- 中尊寺五大堂天井画『瑞祥龍』 14×6m
- 『春瀬』 1942年 彩色・絹本・額 58.8×72.3cm
- 『霜月頃』 1913年 二曲一双 熊本県立美術館蔵 第7回文展2等賞
- 日光山輪王寺薬師堂天井画『鳴龍』 1968年

## 著書
- 『堅山南風自選 魚類篇』芸艸堂、1940年。国立国会図書館書誌ID:000000711620。
- 『鳴竜』大塚巧芸社、1970年。国立国会図書館サーチ：R100000001-I43111136018733。自費出版[3]。
- 『花 : 堅山南風素描』日本放送出版協会、1978年11月。国立国会図書館書誌ID:000001393366。
- 『想い出のままに』求竜堂、1982年9月。ISBN 978-4763082114。
- 『アサヒグラフ別冊 第33号 美術特集:堅山南風』朝日新聞出版、1983年8月。ISBN 978-4022700339。
- 『花を描く : 堅山南風素描集』青幻舎、2006年10月。ISBN 978-4861520877。

## 主な作品収蔵先
- 東京国立近代美術館
- 山種美術館
- 世田谷美術館
- 富士美術館
- 熊本県立美術館
- 富山県立近代美術館 など。